# Wielki porządek
Wielki porządek także  kolosalny porządek – w architekturze to uporządkowanie elewacji poprzez zastosowanie pilastrów, kolumn lub półkolumn obejmujących kilka (minimum dwie) kondygnacji, pozwoliło uzyskać równowagę proporcji gzymsu wieńczącego do skali porządku występującego w układzie ściany. 
Wielki porządek wprowadził do architektury w okresie renesansu Leone Battista Alberti w kościele di Sant'Andrea w Mantui z około 1472 roku. Z projektów Rafaela wynika, że zamierzał wznieść w Rzymie pałac, w którym wszystkie pilastry miały kolosalny porządek, rozciągając się na dwóch piętrach do pełnej wysokości piano nobile. Michał Anioł zaprojektował Pałac na Kapitolu w Rzymie (1564-1568), używając kombinacji pilastrów korynckich z małymi jońskimi kolumnami otaczającymi okna na piętrze i otwartą loggią w parterze. Wielki porządek stał się główną cechą włoskiej architektury barokowej i manierystycznej w końcu XVI wieku.
Jego wykorzystanie zostało ugruntowane przez Andreę Palladio w XVII wieku stanowiąc główną cechę późniejszego kierunku palladiańskiego. Palladiański typ pałacowy był popularny w Polsce pod koniec XVIII wieku i uważany jest za charakterystyczny dla architektury klasycyzmu polskiego.
Wielki porządek zastosowano także m.in. w Mauritshuis w Hadze z 1633-44 roku, Eltham Lodge z 1664 r., na wschodniej fasadzie Luwru z 1667-74 roku i Buckingham Palace w Londynie.

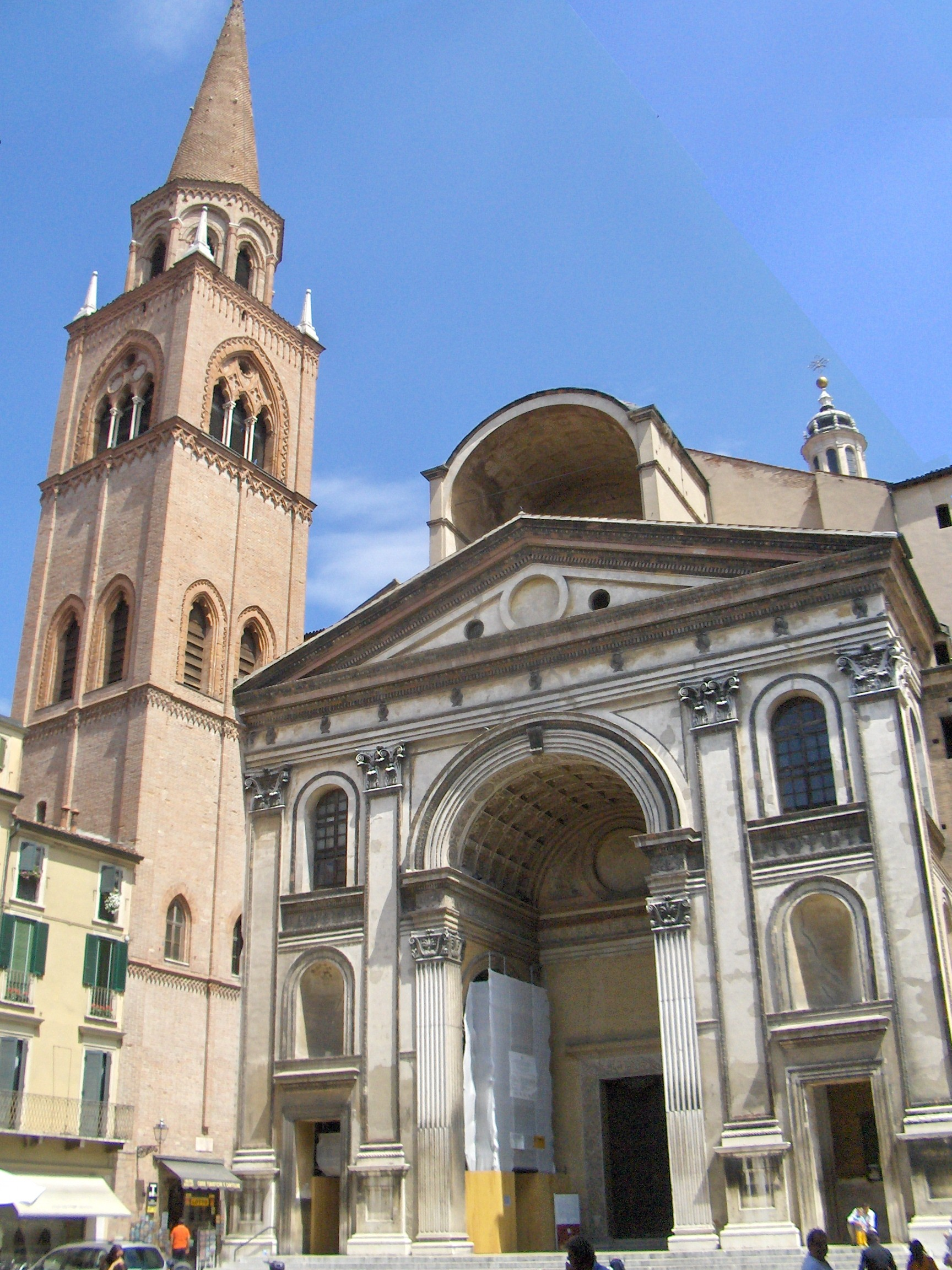
Mantua - Bazylika Sant Andrea, ok. 1472
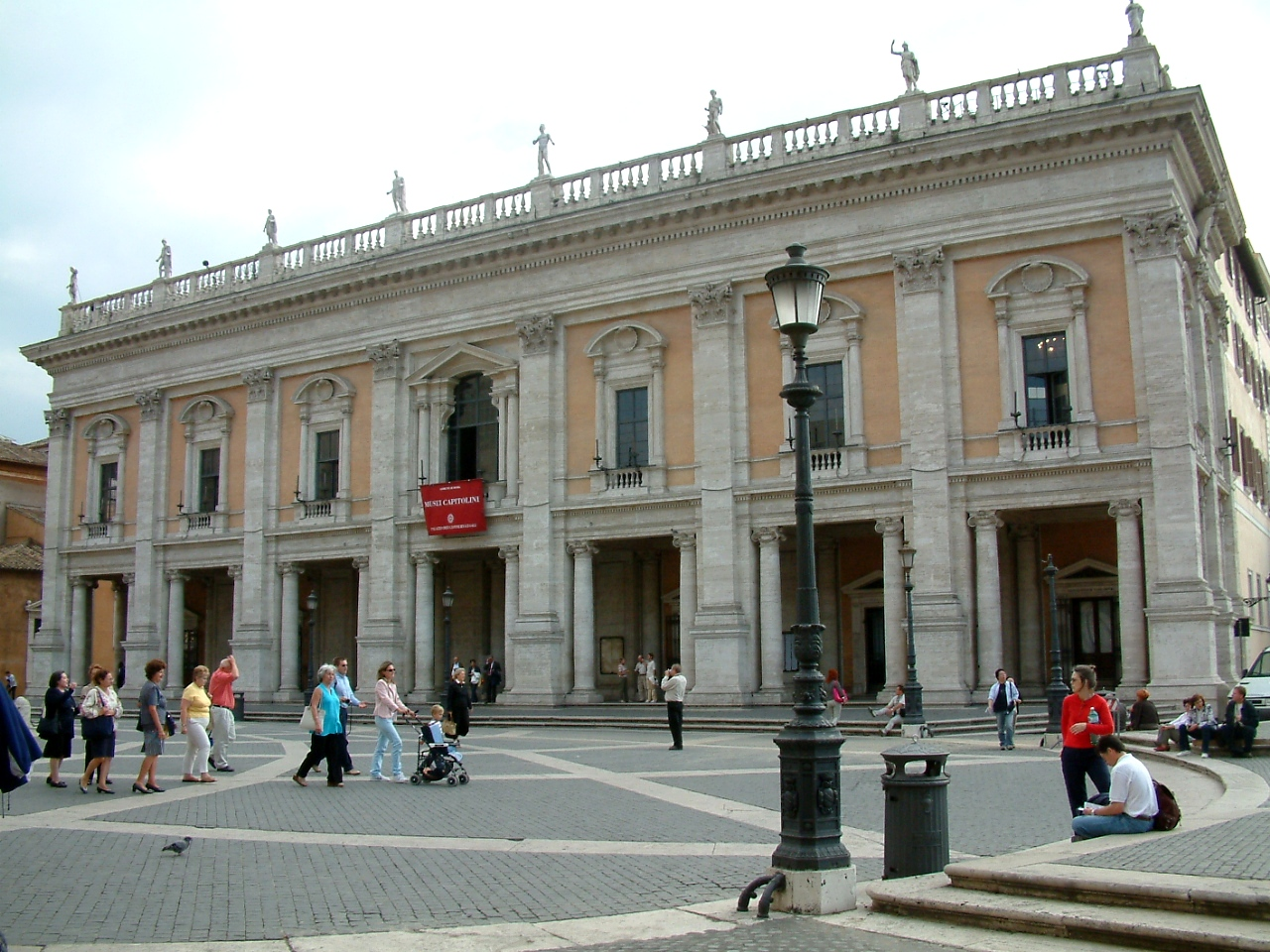
Rzym - Muzeum Kapitolińskie (Palazzo dei Conservatori), proj. Michał Anioł z lat 30. XVI wieku
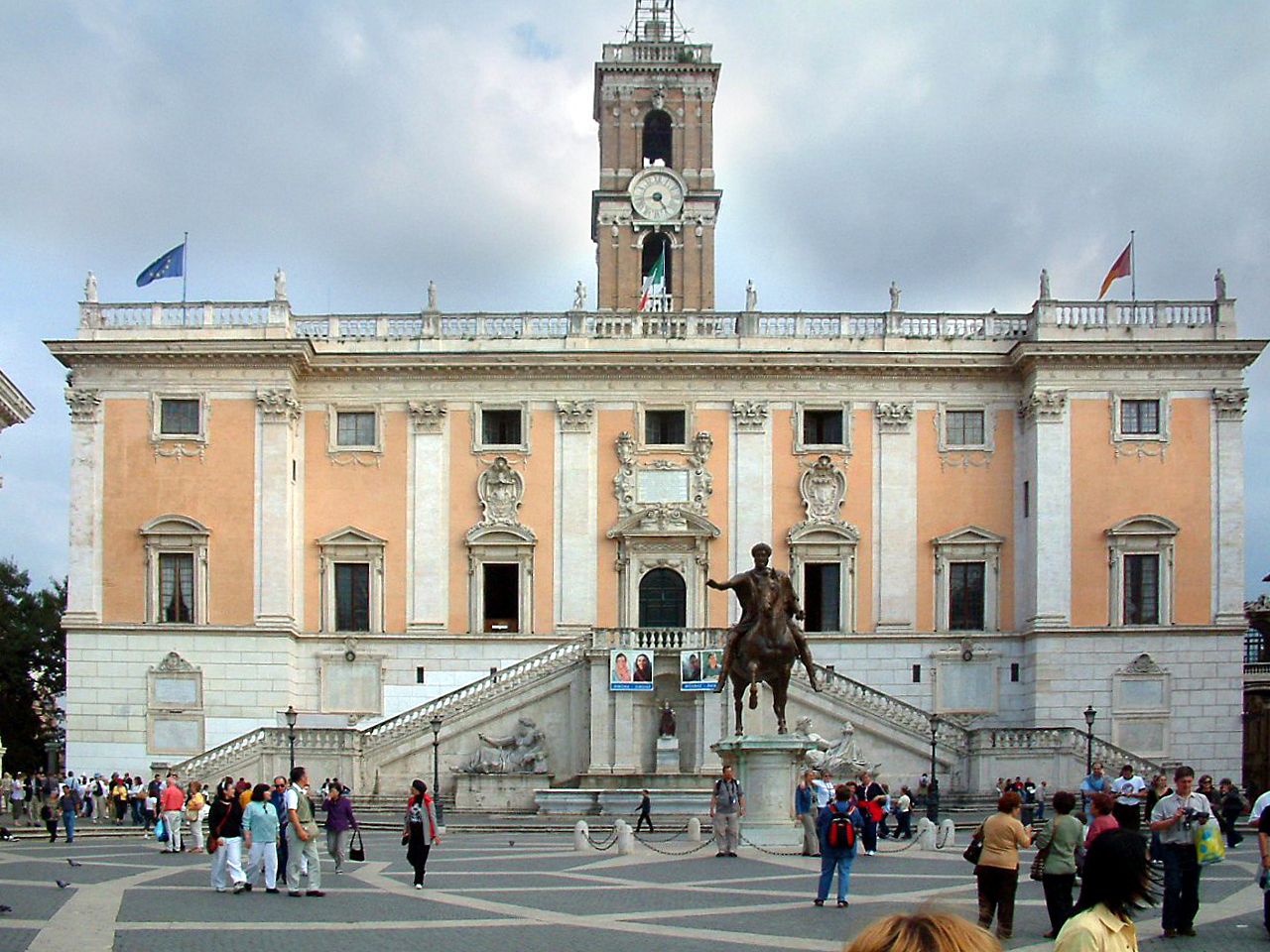
Rzym - Palazzo Senatorio na Kapitolu (1541-1605)
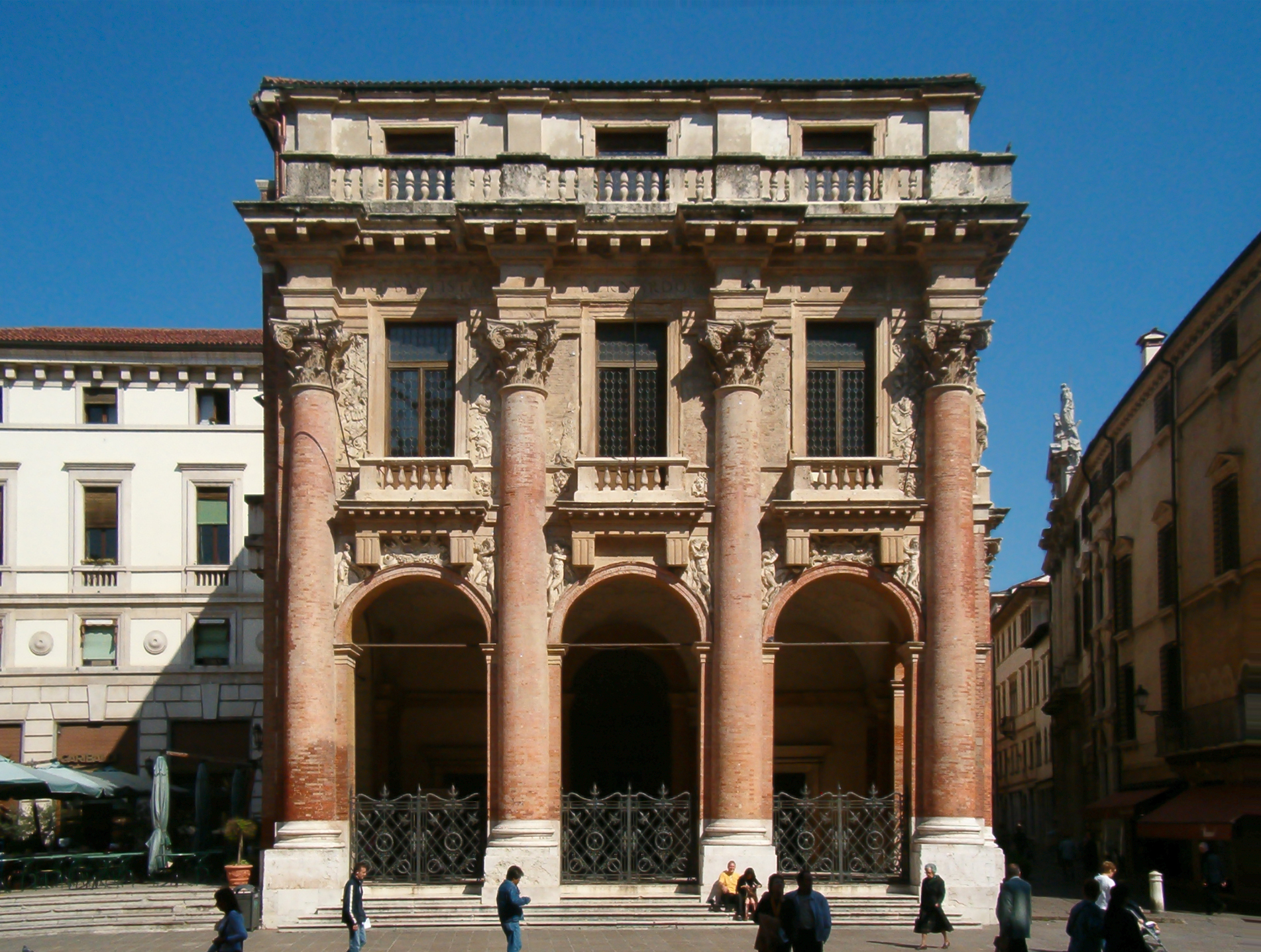
Vicenza - Palazzo del Capitanio proj. Andrea Palladio z 1565 r. (budowa 1571-72)
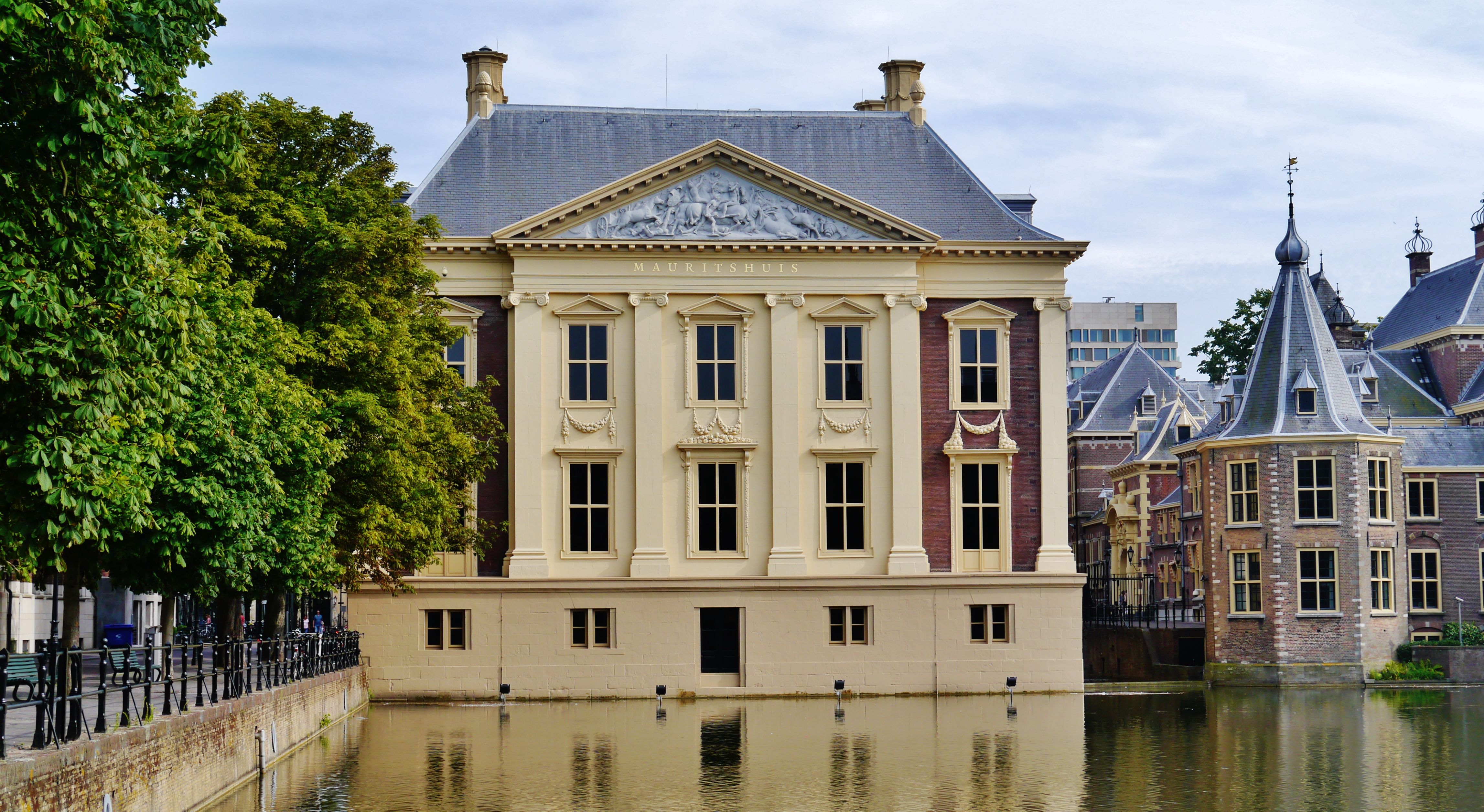
Haga - Mauritshuis, 1633-44
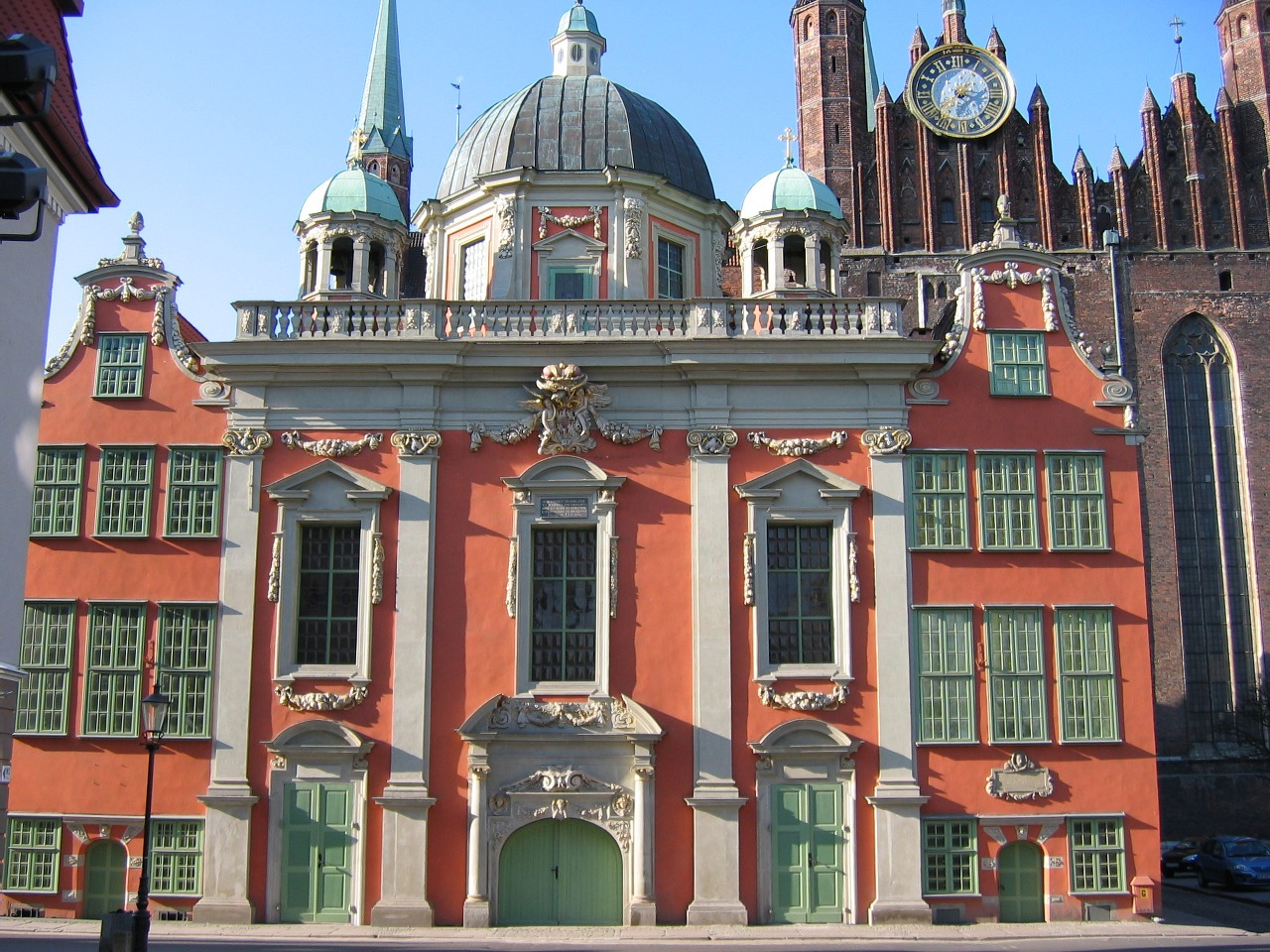
Gdańsk - Kaplica Królewska z 1678-81 r., proj. Tylman van Gameren,
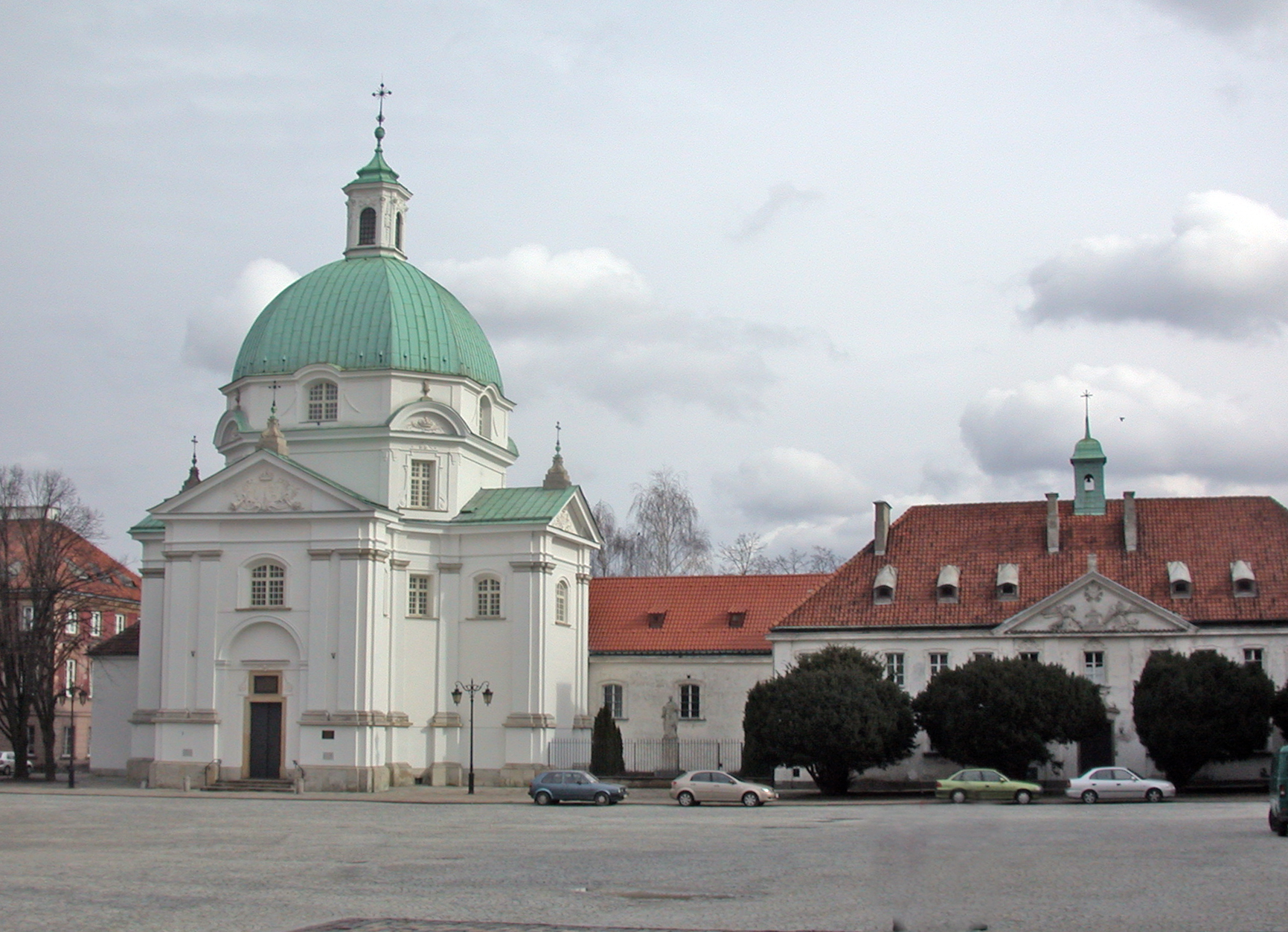
Warszawa - kościół Sakramentek z 1688 r.
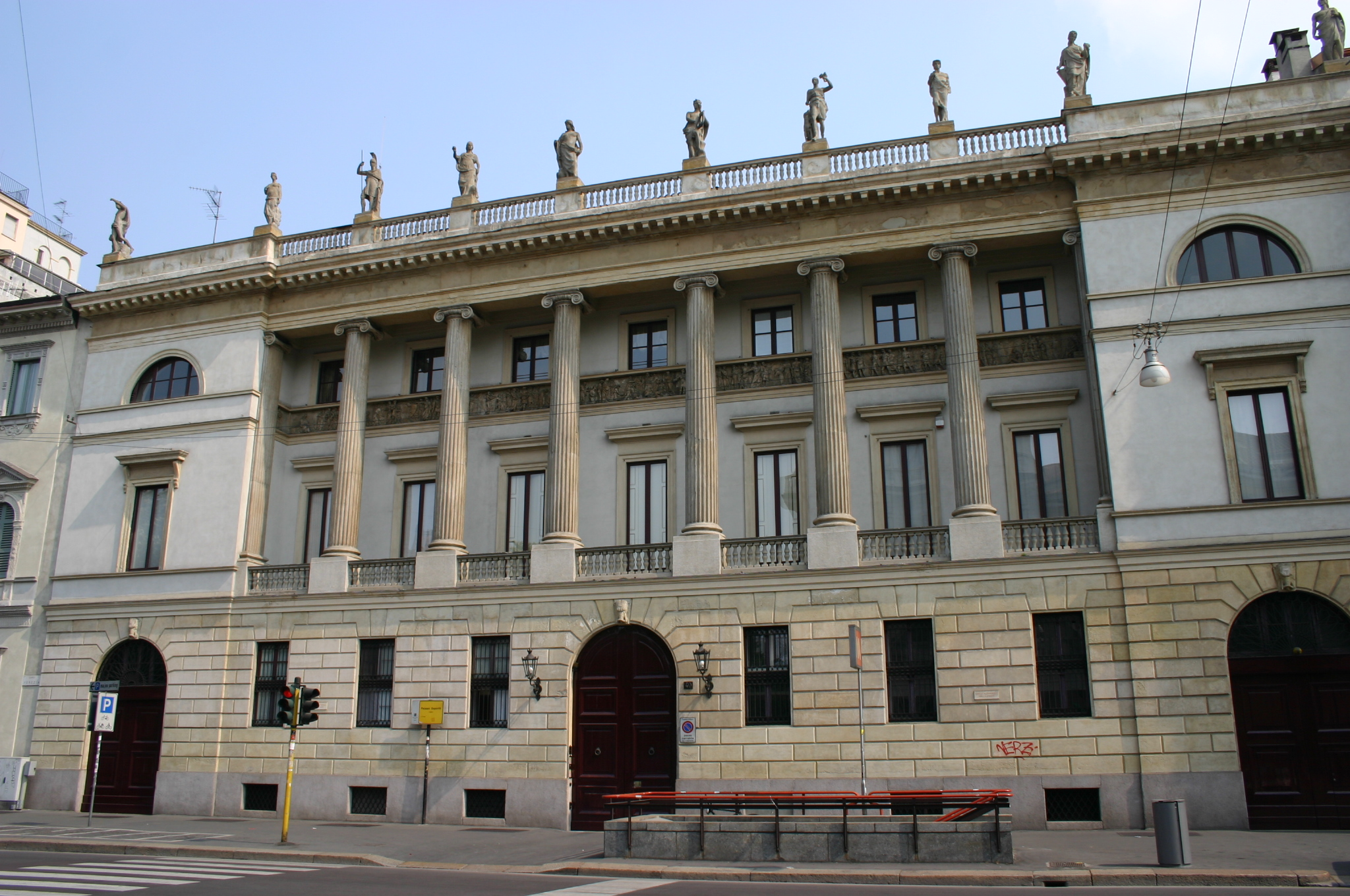
Mediolan - Palazzo Saporiti z 1812 r.
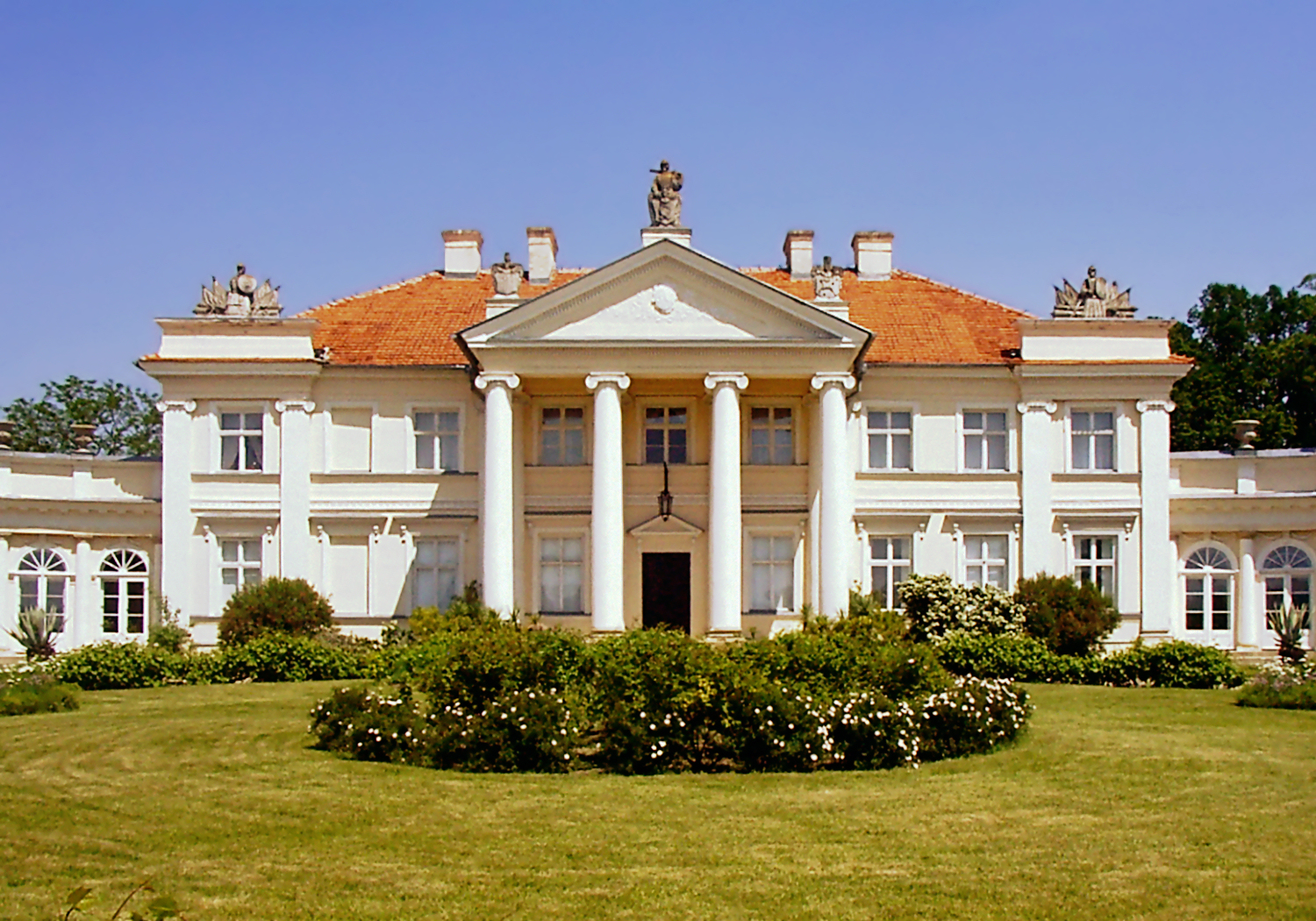
Pałac w Śmiełowie z 1797 r.
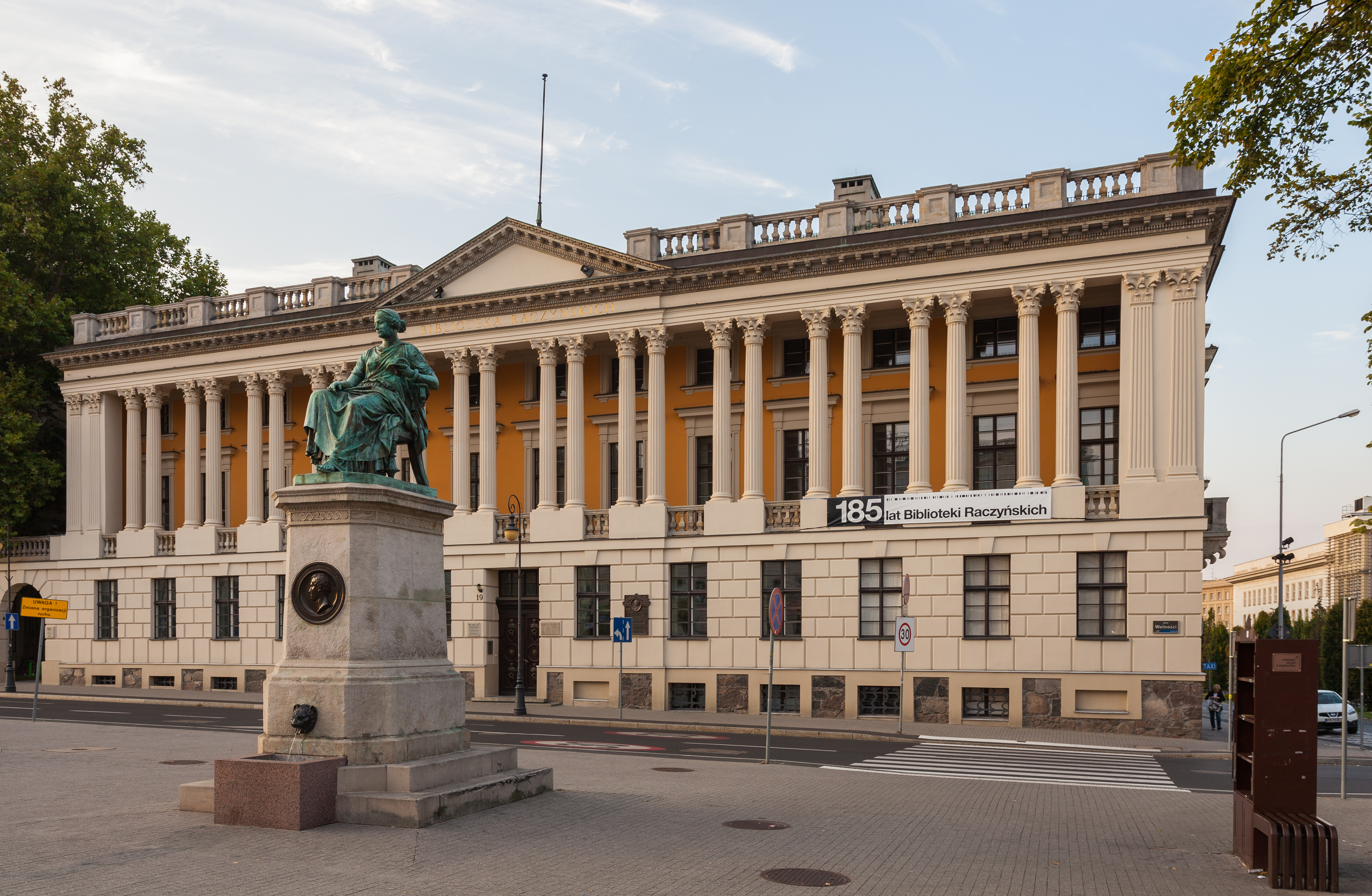
Poznań - Biblioteka Raczyńskich z lat 1822-28
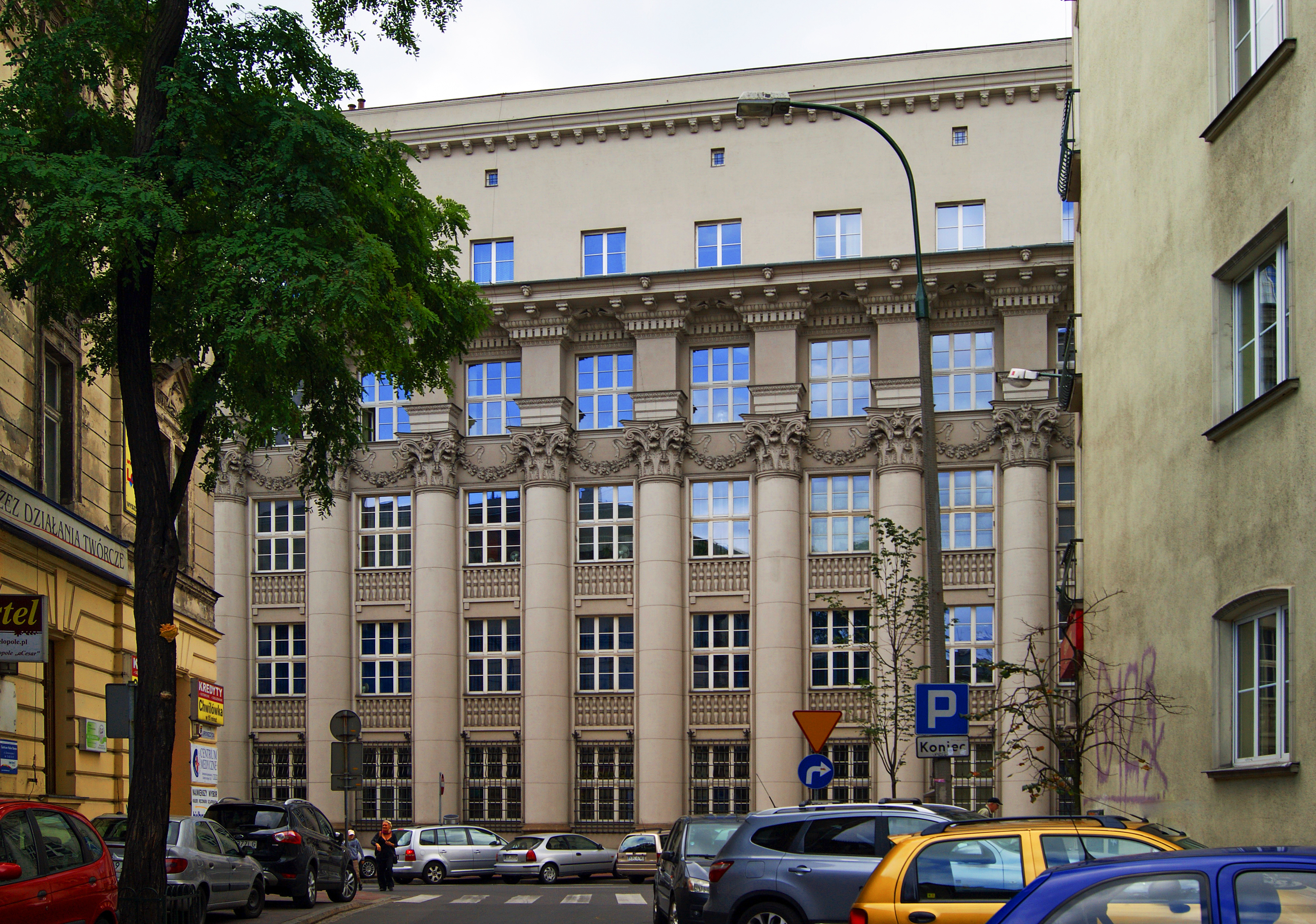
Kraków - Bank PKO z 1922 r.